# Трамвай в Орані
Трамвай в Орані (араб. ترامواي وهران) - діюча трамвайна мережа у місті Оран, Алжир.
Початково трамвайна мережа в Орані відкрита у 1898 році з самого початку вона була електрифікована з шириною колії 1055 мм. Ліквідована у 1955 році.
16 грудня 2008 закладено наріжний камінь для будівництва трамвайного депо Sidi Maarouf. Ця подія символізує початок будівництва трамвайної лінії завдовжки 17,7 км, шириною колії 1435 мм. Ця лінія з'єднала Sidi Maarouf з університетом Es Sénia. 
Перша лінія має довжину 18,7 км і 32 зупинки Введена в експлуатацію 1 травня 2013.

## Ресурси Інтернету
- www.latribune-online.com
- Oran: Wmurowanie kamienia węgielnego pod zajezdnię tramwajową
- urbanrail.net